# Nissan Almera Tino
 (juillet 2022).
Si vous disposez d'ouvrages ou d'articles de référence ou si vous connaissez des sites web de qualité traitant du thème abordé ici, merci de compléter l'article en donnant les références utiles à sa vérifiabilité et en les liant à la section « Notes et références ».
Le Nissan Almera Tino (ou simplement Tino au Japon) est un monospace compact du constructeur automobile japonais Nissan. Concurrent direct du Renault Scénic et du Citroën Xsara Picasso, il fut lancé en 2000 et légèrement restylé en 2002.

## Description
Conçu sur la base renforcée de l'Almera sortie un an auparavant, le Tino est le premier monospace compact de Nissan et s'attaque à ce nouveau créneau inauguré par le Renault Scénic et la Citroën Xsara Picasso.
Il reprend logiquement les aménagements typiques à ce genre de véhicules : garde au toit élevée, 3 sièges arrière indépendants et modulables, tablettes style aviation au dos des sièges avant, rangements en pagaille disséminés un peu partout dans l'habitacle...
Homologué 5 places en Europe, le Tino est homologué 6 places au Japon grâce à un 3e siège à l'avant tout comme le Fiat Multipla.
Son design extérieur est fidèle aux habitudes du Nissan avant l'arrivée de Renault : fade et sans audace. L'intérieur n'y déroge pas non plus : des matériaux très quelconques mais plutôt correctement assemblés. L'ensemble demeure tout de même assez ergonomique. Le Tino adopte d'ailleurs une planche de bord différente de la berline dont il dérive mais partage avec elle bon nombre d'éléments tels que le volant, les commandes de climatisation, l'autoradio ou encore les compteurs.
Sa tenue de route est elle aussi typique de Nissan : sans reproche mais ne procurant aucun plaisir.
Mais le Tino n'arrivera jamais à se faire une vraie place dans le segment et mènera une carrière plutôt discrète en raison de sa présentation austère et du manque d'agrément de ses moteurs.

## Phase 1 (2000 - 2002)
À sa sortie, le Tino était disponible avec 2 moteurs essence de 114 et 136 ch et un nouveau Diesel VDi de 112 ch (tous rodés sur l'Almera) et la gamme s'articulait autour de 5 finitions : Ambition, Confort, Ambiance, Luxe et Plaza épaulées courant 2002 par la série limitée Haribo.
L'équipement de série se révèle très complet et comprend entre autres :
- Double Airbag frontal et latéral avant
- ABS couplé à un système d'assistance au freinage d'urgence BAS
- Appuis-tête actifs AV "anti-coup du lapin"
- Climatisation manuelle (sauf sur finition d'entrée de gamme)
- Autoradio CD avec commandes au volant

Les principaux reproches faits aux premiers Tino portent essentiellement sur ses moteurs, manquants de souffle et creux à bas régime même sur le VDi affichant pourtant une forte cylindrée (2200 cm3).

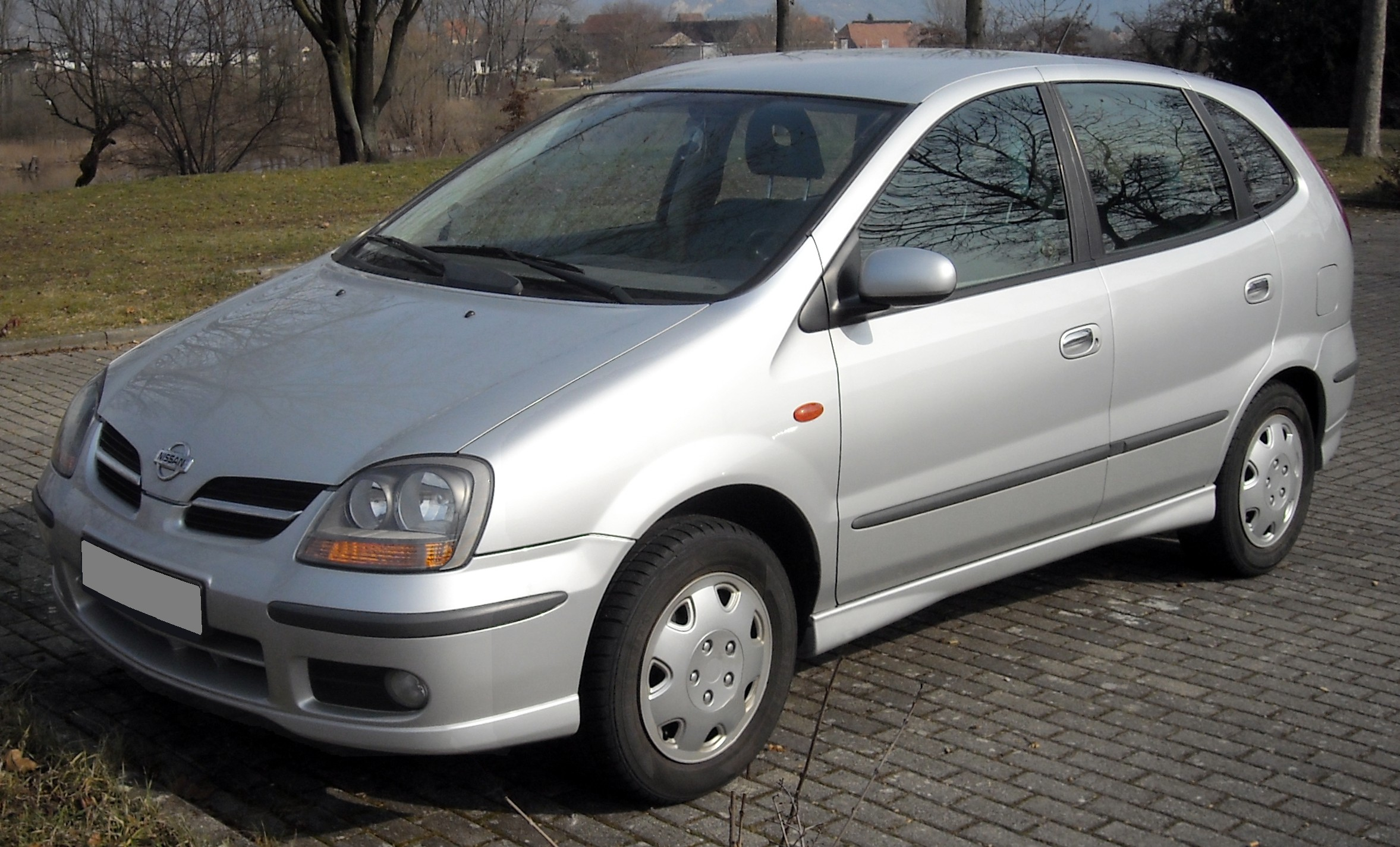
Almera Tino phase 1
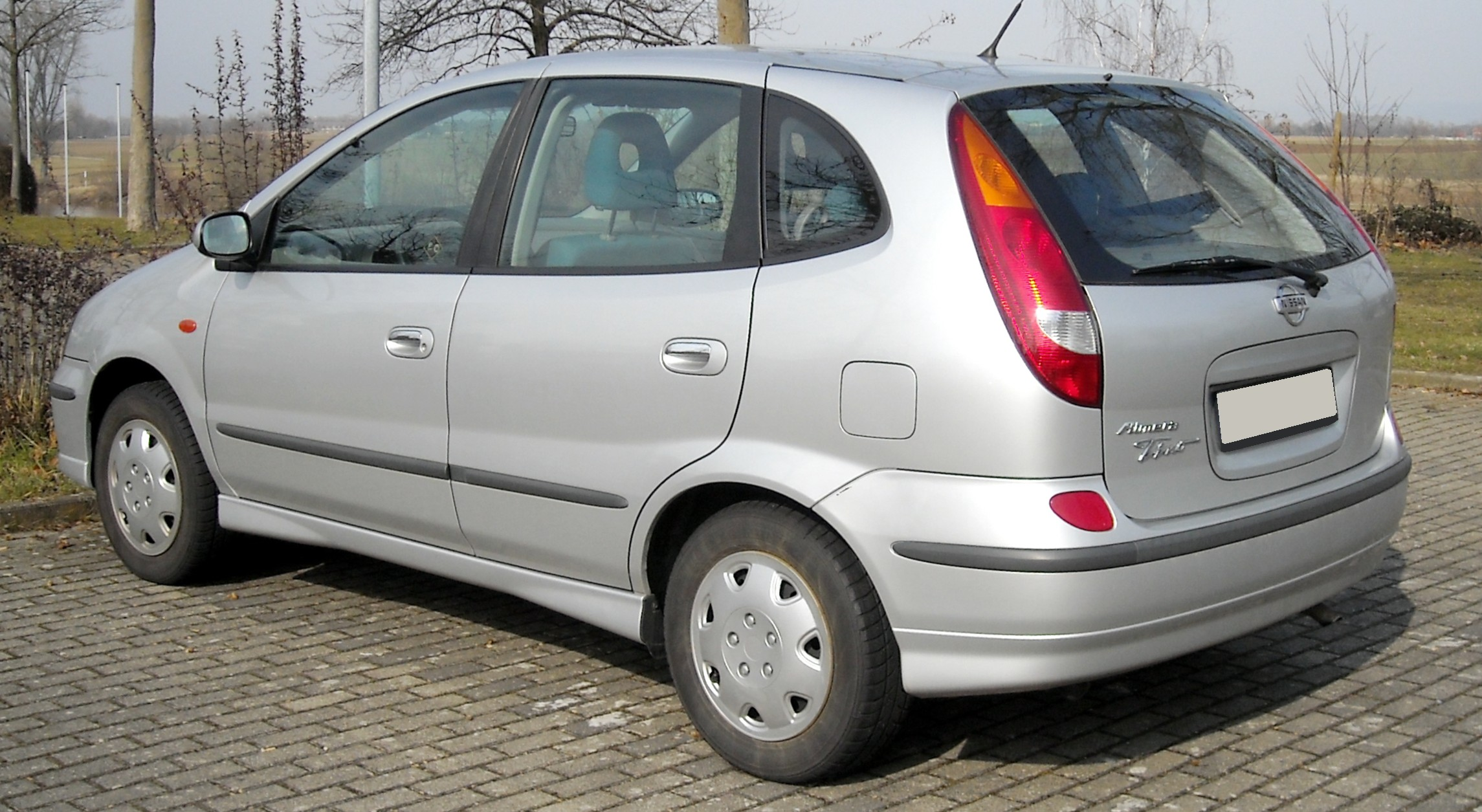
Almera Tino phase 1 3/4 arrière
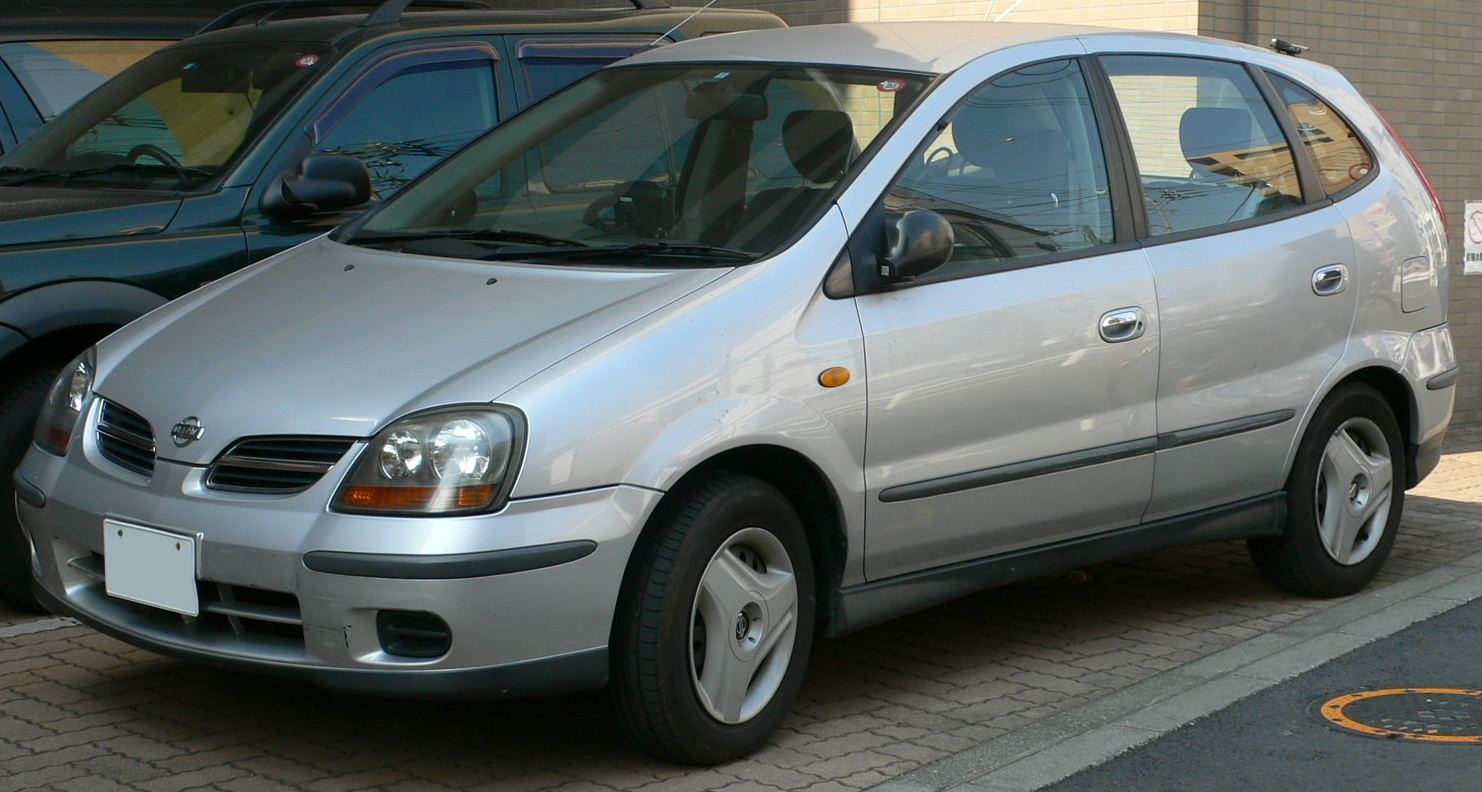
Un Tino japonais
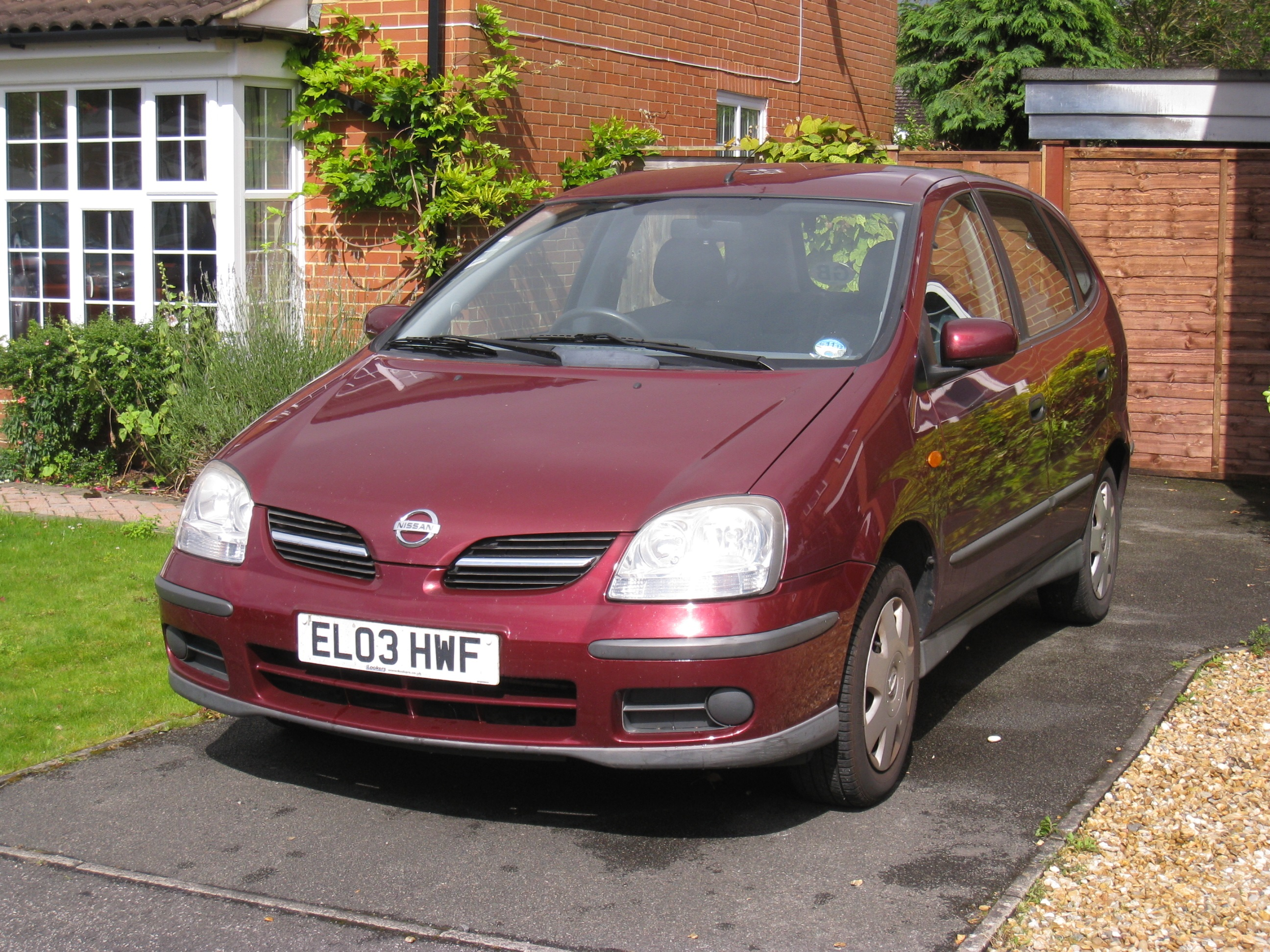
Volant à droite (modèle 2003)

## Phase 2 (2002 - 2006)

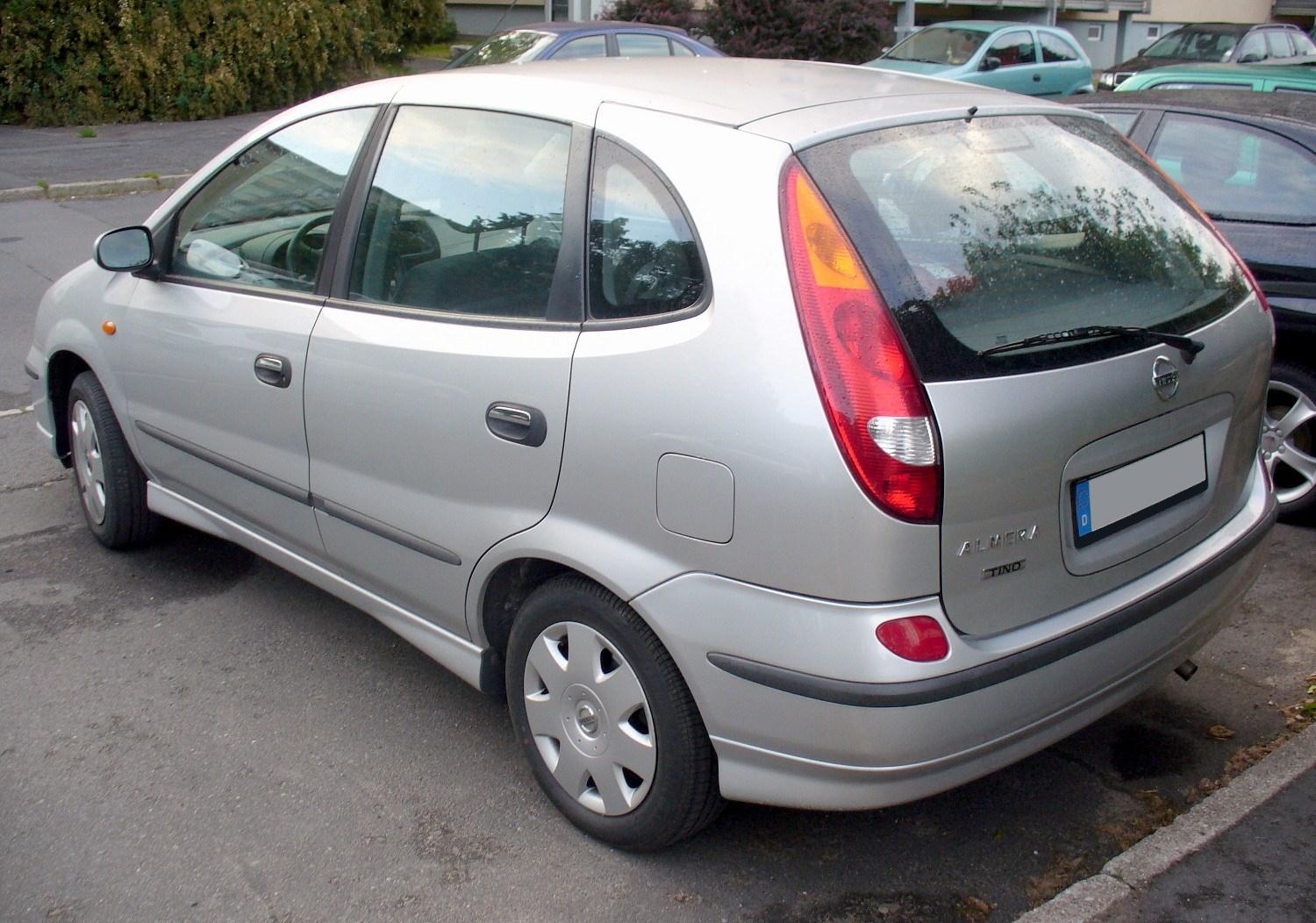
Almera Tino Phase 2 3/4 AR

Le Tino a connu son seul et unique restylage en 2002. Même si ces retouches son minimes, elles permettent d'identifier assez facilement les nouveaux Tino :
- Intégration du nouveau logo de Nissan
- Nouveaux feux AV et AR
- Nouveaux coloris et jantes
- L'antenne quitte l'arrière du pavillon pour prendre place à l'avant. Mesure permettant de faire des économies de fabrication, l'antenne à l'avant nécessitant moins de câblage qu'à l'arrière.
- Nouveau volant
- La planche de bord accueille l'écran multifonctions N-Form qui regroupe toutes les informations et commandes (kilométrage, commandes de climatisation et d'autoradio, ordinateur de bord...)
- Les sièges sont désormais dotés d'appuie-têtes pleins et reçoivent de nouvelles sellerie.

La gamme est désormais déclinée en 4 nouvelles finitions : Visia, Opio, Acenta et Tekna à l'équipement toujours généreux.
Le restylage a permis aussi une mise à niveau des motorisations : le 1.8 essence constitue désormais l'unique offre en essence et le 2.2 VDi (rebaptisé dCi) se décline en deux versions de 112 et 136 ch et se voit désormais doté du système Common rail. Cet ajout n'a pour effet que de diminuer un peu la consommation et le volume sonore, le 2.2 dCi se révélant toujours creux à bas régime.

## Motorisations
| Moteur          | Type                              | Suralimentation                   | Cylindrée | Puissance             | Couple                  | Boîte de vitesses   | Vitesse maxi. | CV |
| --------------- | --------------------------------- | --------------------------------- | --------- | --------------------- | ----------------------- | ------------------- | ------------- | -- |
| Moteurs Essence |                                   |                                   |           |                       |                         |                     |               |    |
| 1.8             | 4 cylindres en ligne, 16 soupapes | Aucune                            | 1 769 cm3 | 114 ch à 5 600 tr/min | 16,3 mkg à 4 000 tr/min | Manuelle 5 vitesses | 173 km/h      | 7  |
| 1.8             | 4 cylindres en ligne, 16 soupapes | Aucune                            | 1 769 cm3 | 114 ch à 5 600 tr/min | 16,3 mkg à 4 000 tr/min | auto. 4 vitesses    | 167 km/h      | 7  |
| 2.0             | 4 cylindres en ligne, 16 soupapes | Aucune                            | 1 998 cm3 | 136 ch à 5 800 tr/min | 17,5 mkg à 4 800 tr/min | auto. 4 vitesses    | 180 km/h      | 9  |
| Moteurs Diesel  |                                   |                                   |           |                       |                         |                     |               |    |
| 2.2 VDI         | 4 cylindres en ligne, 16 soupapes | 1 Turbo + Intercooler             | 2 184 cm3 | 114 ch à 4 000 tr/min | 23,5 mkg à 2 000 tr/min | Manuelle 5 vitesses | 180 km/h      | 7  |
| 2.2 dCi         | 4 cylindres en ligne, 16 soupapes | 1 Turbo + Intercooler Common rail | 2 184 cm3 | 112 ch à 4 000 tr/min | 24,8 mkg à 2 000 tr/min | Manuelle 5 vitesses | 180 km/h      | 7  |
| 2.2 dCi         | 4 cylindres en ligne, 16 soupapes | 1 Turbo + Intercooler Common rail | 2 184 cm3 | 136 ch à 4 000 tr/min | 30,4 mkg à 2 000 tr/min | Manuelle 6 vitesses | 187 km/h      | 8  |